# Georg August Goldfuss
Georg August Goldfuß (Thurnau, 18 aprile 1782 – Poppelsdorf, 2 ottobre 1848) è stato un paleontologo e zoologo tedesco.
Goldfuss studiò all'università di Norimberga, dove si laureò come Doctor of Philosophy nel 1804 ed ottenne una cattedra alla facoltà di zoologia nel 1818.

In seguito, venne assunto come professore di zoologia e mineralogia all'università di Bonn. Aiutato dal conte Georg zu Münster diede vita al lavoro Petrefacta Germaniae (1826–1844), nel quale si prefiggeva di illustrare gli invertebrati fossili presenti in Germania: tuttavia, Goldfuss lasciò il lavoro incompleto, limitandosi a raffigurare Spugne, Coralli, Crinoidi, Echinodermi e parte dei Molluschi.
Massone, fu membro della loggia Libanon zu den drei Cedern di Erlangen.
| Goldfuss è l'abbreviazione standard utilizzata per le piante descritte da Georg August Goldfuss. Consulta l'elenco delle piante assegnate a questo autore dall'IPNI. |

| Goldfuss è l'abbreviazione standard utilizzata per le specie animali descritte da Georg August Goldfuss. Categoria:Taxa classificati da Georg August Goldfuss |